# Лореља
Лореља (итал. Loreglia) је насеље у Италији у округу Вербано-Кузио-Осола, региону Пијемонт.
Према процени из 2011. у насељу је живело 130 становника. Насеље се налази на надморској висини од 725 м.

## Становништво
Према резултатима пописа становништва 2011. у општини је живело 262 становника.
| 1936. | 1951. | 1961. | 1971. | 1981. | 1991. | 2001. | 2011. |
| ----- | ----- | ----- | ----- | ----- | ----- | ----- | ----- |
| 546   | 586   | 524   | 522   | 440   | 357   | 283   | 262   |